# Blécourt, Haute-Marne

Blécourt este o comună în departamentul Haute-Marne din nord-estul Franței. În 2009 avea o populație de 109 de locuitori.

## Evoluția populației
| An        | 1975 | 1982 | 1990 | 1999 | 2006 | 2009 |
| --------- | ---- | ---- | ---- | ---- | ---- | ---- |
| Populație | 136  | 130  | 105  | 118  | 110  | 109  |